# Quận Citrus, Florida
Quận Citrus là một quận thuộc tiểu bang Florida, Hoa Kỳ. Quận lỵ đóng ở Inverness6. 
Dân số theo điều tra năm 2010 của Cục điều tra dân số Hoa Kỳ là 141236 người.

## Địa lý
Theo Cục điều tra dân số Hoa Kỳ, quận này có diện tích 2000 km2, trong đó có 500 km2 là diện tích mặt nước.